# William H. Ryan
| 143641 Sapello | 5 luglio 2003    |
| 174801 Etscorn | 23 novembre 2003 |
| 196481 VATT    | 23 maggio 2003   |

William H. Ryan (1962) è un astronomo statunitense.
Il Minor Planet Center gli accredita la scoperta di ventiquattro asteroidi, effettuate tra il 2002 e il 2010, in parte in collaborazione con Quentin Jamieson, Carlos T. Martinez e Lacey Stewart.
Ha inoltre determinato la natura binaria di 3782 Celle e 3703 Volkonskaya.
Gli è stato dedicato l'asteroide 21821 Billryan.